# Geboortehoroscoop

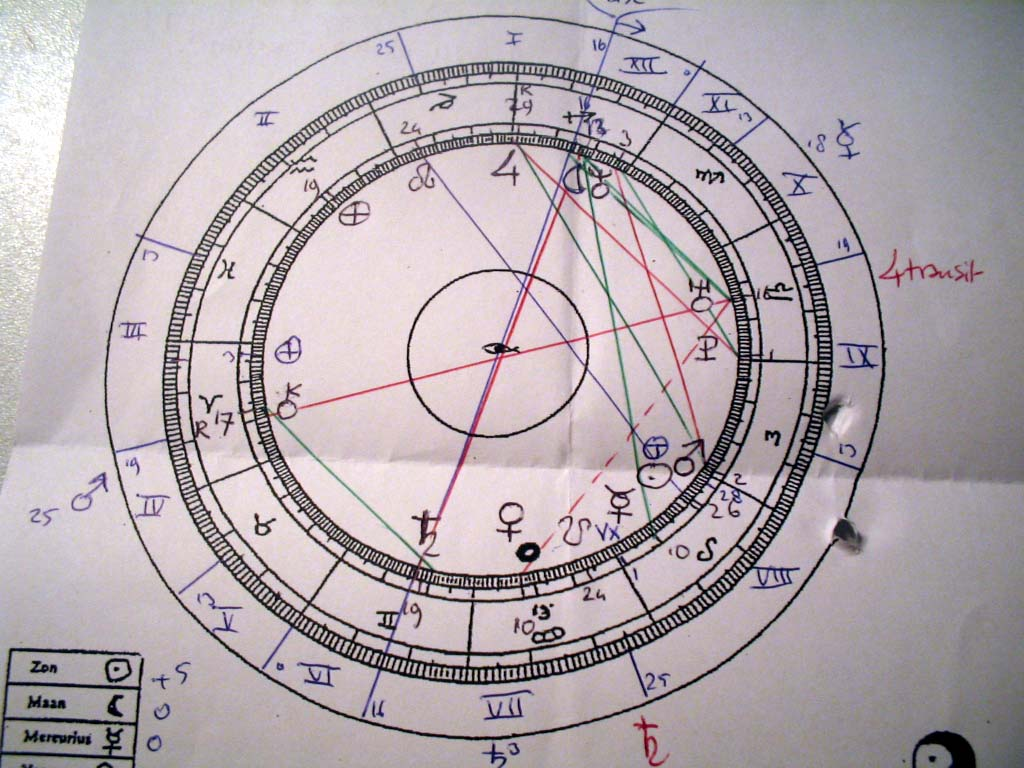
Een handgetekende horoscoop.
Bij een eerste analyse van deze geboortehoroscoop zal de astroloog opmerken dat er een grote nadruk is op de vuurtekens: zowel Zon als Maan staan in Leeuw, Zon is conjunct Mars in datzelfde teken, en maakt een driehoek naar Jupiter in Boogschutter. Daarenboven is de Ascendant van deze persoon Boogschutter, met in dat teken Jupiter, de heerser van dat teken. Met Cheiron erbij is er zelfs sprake van een 'grote vuurdriehoek' Zon/Mars-Jupiter-Cheiron. "Remmende factoren" op al dat vuur (actie, energie, beweging, ondernemingslust) zijn de conjunctie Maan-Neptunus (fijngevoeligheid) en de oppositie van Saturnus op de Ascendant en de Maan (gevoelsremmend).

De geboortehoroscoop (soms kortweg horoscoop genoemd) is een astrologische voorstelling van het hemelgewelf, zoals het eruitzag vanuit iemands geboorteplaats op het precieze tijdstip van geboorte. Voor het berekenen van deze horoscoop zijn dus de precieze coördinaten van de geboorteplaats en een zo nauwkeurig mogelijk tijdstip van geboorte nodig. Op basis van de getekende horoscoop maakt de astroloog een analyse van het karakter, de mogelijkheden en de beperkingen van de persoon. Er bestaat geen enkel wetenschappelijk bewijs dat de duiding van iemands aanleg en persoonlijkheid uit een geboortehoroscoop enige geldigheid heeft.

## Elementen van de horoscoop
Elementen in de westerse geboortehoroscoop zijn:
- De planeten: de 'lichten' Zon en Maan, aangevuld met Mercurius, Venus, Mars, Jupiter en, Saturnus vormen de klassieke planeten. Moderne planeten zijn Uranus en Neptunus en de planetoïden Pluto, Cheiron en soms Ceres.

- De ascendant, de midhemel en het huizenstelsel.

- De maansknopen: de noordelijke en de zuidelijke maansknoop zijn kruispunten van de baan van de Zon en de Maan. Vaak worden ze in verband gebracht met karma en vorige levens.

- De aspecten: de verschillende hoeken die deze hemellichamen onderling maken, met de ascendant, de midhemel en eventueel ook met de maansknopen. De sterkste (majeure) aspecten zijn conjunctie (0°), sextiel (60°), vierkant (90°), driehoek (120°) en oppositie (180°). Van minder belang zijn de mineure aspecten, o.a. semi-sextiel (30°), inconjunct (150°) en quintiel (72°).

- De twaalf tekens van de dierenriem. De dierenriem wordt zo genoemd omdat de meeste symbolen voor de 12 tekens dieren zijn. Uitzonderingen zijn de tekens Tweelingen, Maagd, Weegschaal en Waterman.

- Vaste sterren met gunstige of slechte invloed, te raadplegen met behulp van een stercatalogus. De planeet die op dezelfde graad staat als de vaste ster wordt erdoor beïnvloed.

- Arabische punten, punten zoals het Gelukspunt, die elk volgens hun eigen formule berekend worden. Voorbeeld: "Gelukspunt= Asc. + Maan - Zon". Al-Biruni maakte er al gebruik van, en veel eerder nog Claudius Ptolemaeus.

- Klassieke astrologen zoals William Lilly en Olivia Barclay werkten met nog meer verfijning, zoals de termen en de gezichten van de planeten, waarbij de kracht en de werking van elke planeet werd afgewogen aan zijn precieze positie op de dierenriem. Ook het gebruik van huisheren en significators, die vooral in uurhoekastrologie onmisbaar zijn, komt meer voor in de klassieke astrologie.

De horoscoop wordt vrijwel altijd weergegeven met een cirkel, verdeeld in 12 gelijke delen (de 12 tekens van de dierenriem), waarop de hemellichamen (behalve de aarde), Ascendant, Midhemel, huizenstelsel en de aspecten worden weergegeven. De Ascendant vertegenwoordigt dat punt van de dierenriem dat rijzend is aan de oostelijke horizon op het moment van de geboorte.

## Astrologische scholen
Sinds de 20e eeuw ontstonden verschillende astrologische scholen met opvattingen die verschillen van de klassieke middeleeuwse en renaissanceastrologie. Er zijn nog steeds klassieke astrologen die met de klassieke planeten werken zonder Uranus, Neptunus en Pluto, wier werkwijze niet zoveel verschilt van de door Claudius Ptolemaeus en William Lilly beschreven methoden. Zij maken vaak nog steeds gebruik van progressies en transits om gebeurtenissen in de toekomst te kunnen voorspellen. Nieuwe 20e-eeuwse ontwikkelingen die vooral toegespitst waren op voorspellende astrologie waren de Hamburger Schule van Alfred Witte en de Kosmobiologie van Reinhold Ebertin. Zij verwierpen astrologische huizen volledig en maakten intensief gebruik van midpunten en 'transneptuniaanse objecten' zoals Cupido en Hades. Volgens een andere, in de 20e eeuw ontstane astrologische school - de jungiaanse astrologie of de astropsychologie - voorspelt een geboortehoroscoop echter niet de toekomst van de geborene, maar geeft deze wel informatie over de psychologische aanleg van die persoon. Als reactie tegen deze 'psychologisering' van de astrologie ontstond vanaf 1970 dan weer een beweging die de oude, voorspellende astrologie terug in eer wilde herstellen. Hierbij was met name het werk van de Britse astrologe Olivia Barclay richtinggevend. Zij legde de hand op een oorspronkelijk exemplaar van "Christian Astrology" van de 17e-eeuwse astroloog William Lilly en zorgde ervoor dat het werd herdrukt. Dit markeerde het begin van een renaissance van de klassieke astrologie.

## Fatalisme en vrije wil
Wat iemand doet met de analyse van zijn geboortehoroscoop of van de tendensen die aangegeven worden door transits hangt volledig af van de eigen persoonlijkheid en de keuzes die een individu zelf maakt. Toch dragen astrologen een grote verantwoordelijkheid. Dit probleem stelt zich in onze tijd mogelijk minder, doordat astrologen hun opleiding soms combineren met een studie in psychologie. 
De moderne westerse psychologisch georiënteerde astrologie kent helemaal geen fatalisme. Reeds op het einde van de middeleeuwen erkenden vele astrologen de vrije wil van de mens. Thomas van Aquino formuleerde het zo:
Astra inclinant, non necessitant', wat betekent 'De sterren neigen, maar dwingen niet.